# 星野町 (小樽市)
星野町（ほしのちょう）は北海道小樽市の地名。郵便番号は047-0262。

## 概要
小樽市東端、札幌市との境界に位置している。
1975年頃からニュータウン建設が活発になり、1995年に近隣にほしみ駅が開駅してから札幌圏に通勤・通学しやすいベッドタウンとして住宅地が広がっている。

## 地理
小樽市と札幌市の境界部分の、国道5号線より山側に位置する。星置川左岸の支流キライチ川流域が区画の大部分を占めている。
住宅地は国道5号線と札樽自動車道の間の区間に集中しており、札樽自動車道より上の区域は山林に覆われ住宅はほとんどない。現在住宅地となっている区画は1970年代まで畑および果樹園として利用され人家はまばらであったが、ニュータウンが次々と分譲され、農地はわずかしか残されていない。
国道をはさんで隣接する、函館本線と国道5号線の間に挟まれた区画は現在は銭函三丁目になるが、かつては星野だったため星野地区として扱われることがある。
西側は見晴町、北側は銭函三丁目、東側は札幌市星置南および手稲金山に隣接する。

### 地名の由来
かつては「星置（ホシオキ、ホシホッケ、ホシボーケ）」と呼ばれていた。由来はアイヌ語で「ソウシポッケ／so-us-pok-ke（滝の下）」の意味である。
札幌市手稲区の星置地区と混同を避けるため、1940年（昭和15年）9月の小樽市編入の際に、「星置」から「星野」へと町名が改められる。

### 河川
- 星置川（札幌市との境界）
  - キライチ川
  - 星野神社沢川
- ゴンシロ川
- 銭函山の上川（見晴町との境界）

### 山
- 星野丸山

## 歴史
- アイヌ時代 - マサラカオマプ（キライチ川沿）の集落で鮭やウグイなどを獲って暮らしていた
- 1672年（寛文12年）- 松前藩家臣氏家六郎左ヱ門直知が小樽内川から於古発川までを知行地として受ける[7]
- 1691年（元禄04年） - マサラカオマプのアイヌをクッタルウシ（南小樽）に移転させ、オタルナイの地名が移動する
- 1857年（安政04年）
  - 葛山幸三郎ら4人の役人が星置川両岸に在住し、畑作を始める
  - 箱館奉行の指示により札幌越新道が開削される（現・星置山ノ上線）[8]
- 1858年（安政5年） - 星置川沿い（小樽側）に小休所が設けられる。後に馬宿になる
- 1865年（慶応元年） - オタルナイ場所が廃止され銭函村の区画となる[7]
- 1897年（明治30年） - 星野稲荷神社造営[9]
- 1902年（明治35年） - 銭函村が朝里村に編入され、後志国小樽郡朝里村大字銭函村字星置となる
- 1909年（明治42年） - 北海道造林合資會社が北海道庁より山林を買い取り、植林事業を開始する[10]
- 1940年（昭和15年） - 小樽市と朝里村の合併に伴い、小樽市に編入される[11]
- 1943年（昭和18年） - 字星置が周辺の字とともに字星野に改められる[6]
- 1958年（昭和33年） - 字星野から星野町に昇格[12]
- 1969年（昭和44年） - 行政区画再編により、国道5号より海側の地区が銭函三丁目に割譲される[12]
- 1973年（昭和48年） - 星置川上流左岸の集落が住民の要望により札幌市に編入される[13]
- 1975年（昭和50年） - キライチ川上流に地産ゴルフ場（現・チサンカントリークラブ銭凾）開場[14]
- 1995年（平成07年） - 近隣にほしみ駅が開設

### 旧字名
- 星置（ホシオキ、ホシホッケ、ホシボーケ）：国道5号線沿い、御膳水から札幌市境までの沿線地区（海側含む）
- 滝ノ沢：星置の滝付近
- キラ一（キライツ）：キライチ川上流。現在チサンCCのある周辺
- 山ノ上：銭函ICから蔵王寺までの小高くなっている地帯

## 世帯数と人口
2021年（令和3年）現在の世帯数と人口は以下の通りである。
| 町丁   | 世帯数    | 人口  |
| ------ | --------- | ----- |
| 星野町 | 1,462世帯 | 666人 |

## 教育
市立小・中学校に通う場合、学区は以下の通りとなる。
| 番地 | 小学校             | 中学校             |
| ---- | ------------------ | ------------------ |
| 全域 | 小樽市立銭函小学校 | 小樽市立銭函中学校 |

## 交通

### 鉄道
町内に鉄道駅はないが、近隣の札幌市に函館本線 ほしみ駅 があり、星野町からの利用者が多い。

### バス
ジェイ・アール北海道バス - 手65 ・宮65  小樽線

### 道路

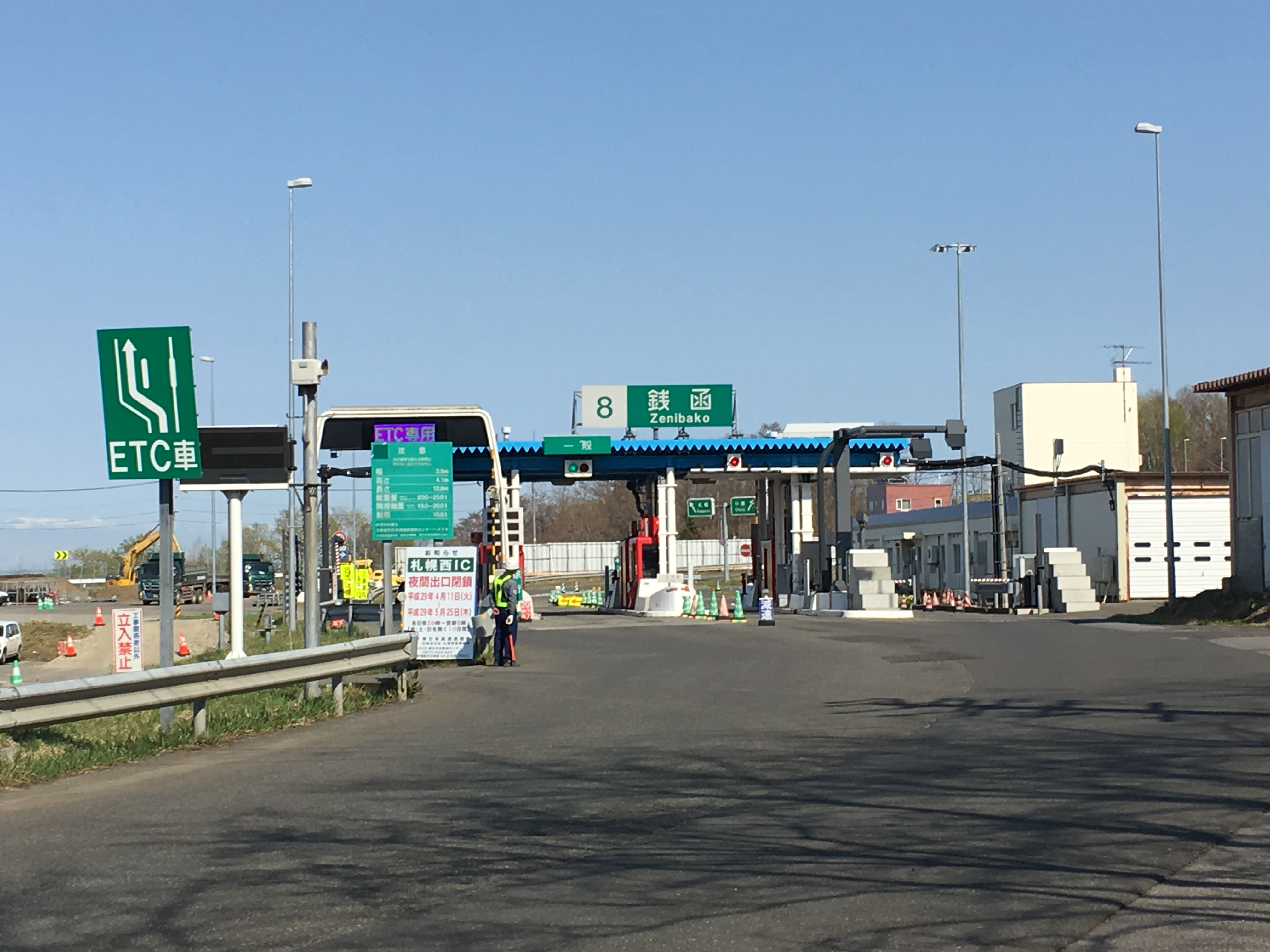
札樽自動車道銭函インターチェンジ料金所入口

- 札樽自動車道銭函インターチェンジ料金所入口札樽自動車道 銭函IC
- 国道5号

## 施設

### 寺社
- 星野稲荷神社
- 天翔稲荷神社（蔵王寺敷地内）
- 脳天大神蔵王寺
- 身延山久遠寺

### 公園
- ほしの公園
- きらいち公園
- ふれあい公園
- ほしの丘の上公園

### 商業施設
- ローソン銭函三丁目店（三丁目に位置するが、星野町からの利用者が多い）
- ひろせ商店
- パスコロ
- 銭函更科
- ネパールレストランSTAR
- スープカリーKufuu
- Honda Cars小樽 星野店

### レジャー施設
- チサンカントリークラブ銭凾